# Volvo VESC
La Volvo VESC (acronimo di Volvo Experimental Safety Car) è una concept car prodotta dalla casa automobilistica svedese Volvo nel 1972.

## Il contesto
Il prototipo poneva particolare attenzione alle tecnologie legate alla sicurezza che sarebbero apparse in seguito sul modello Volvo 240.
Tra le caratteristiche di sicurezza erano presenti le zone di deformazione (in inglese Crumple Zone), un sistema di protezione contro il ribaltamento, un volante a scomparsa in caso d'urto, frenatura con sistema anti bloccaggio, cinture di sicurezza automatiche, gli airbag, un poggiatesta pop-up oltre ad una telecamera per la retromarcia.
Il veicolo, lungo 5,52 metri, aveva una zona paraurti molto estesa ed era progettato perché i suoi occupanti potessero sopravvivere ad una collisione ad 80 km/h. In caso d'urto il motore scivolava verso il basso sotto al pavimento dell'abitacolo grazie ad una piastra posta tra il vano motore e l'abitacolo. Allo stesso modo, in caso di collisione, il piantone dello sterzo dotato di molla di richiamo veniva retratto. Oltre alle zone di deformazione anteriori erano presenti rinforzi laterali.
Il prototipo è conservato oggi presso il Volvo Museum a Göteborg in Svezia.